# Michaił Kriczman
Michaił Władimirowicz Kriczman, ros. Михаил Владимирович Кричман (ur. 17 czerwca 1967 w Moskwie) – rosyjski operator filmowy.
Z wykształcenia inżynier. Stały współpracownik reżysera Andrieja Zwiagincewa, opisującego go jako samouka, który nauczył się warsztatu operatorskiego z lektury czasopisma "American Cinematographer". Kriczman pracował przy wszystkich pięciu filmach fabularnych Zwiagincewa: Powrót (2003), Wygnanie (2007), Elena (2011), Lewiatan (2014) i Niemiłość (2017). Ostatni z wymienionych obrazów przyniósł mu Europejską Nagrodę Filmową dla najlepszego operatora.
Poza Zwiagincewem współpracował również z takimi twórcami, jak Wiera Storożewa (Niebo. Samolot. Dziewczyna, 2002), Pawieł Łungin (Ubodzy krewni, 2005), Liv Ullmann (Panna Julia, 2014), Jim Sheridan (Tajny dziennik, 2016) czy Grigorij Dobrygin (Sheena667, 2019). Jego praca operatorska przy filmie Milczące dusze (2010) Aleksieja Fiedorczenki przyniosła mu Złotą Osellę za najlepsze zdjęcia na 67. MFF w Wenecji.